# Трапезник
Трапе́зник (от греч. τραπέζι — стол) — монах в монастыре, наблюдающий за трапезой. Трапезником называют также низшего служителя при церкви, исполняющего должности звонаря и сторожа.
Обязанности трапезника состоят в надзоре за приготовлением пищи и в наблюдении за порядком во время трапезы. Трапезник (или, по благословению настоятеля, — повар) каждый день с вечера (или однажды на всю неделю) испрашивает благословение у настоятеля, какую и в каком количестве готовить пищу.
Утром трапезник должен прийти в церковь для получения от служащего иеромонаха из горящего пред ракою преподобного неугасимого светильника, которым надлежит разводить огонь на кухне, прочитав молитву «Отче наш».
Во время трапезы трапезник следит, чтобы пища делилась поровну и подавалась с молитвой Иисусовой, на которую братия ответствует «Аминь».
По окончании общей братской трапезы, во вторую очередь, вкушают пищу трапезник, келарь, чтец и те из братии, которые, находясь в неотложных послушаниях, не попали в первую очередь.
После второй очереди трапезник никому пищу не отпускает, ни в трапезной, ни в келию, разве только по особому указанию благочинного или эконома, которому трапезник непосредственно подчиняется. Трапезник наблюдает за тем, чтобы как в трапезной, так и на кухне всегда соблюдалась образцовая чистота, опрятность обстановки, одежды прислуживающих, посуды, а также следит за проветриванием помещений трапезы и кухни.